# Дзеркалька
Дзеркалька (укр. Дзеркалька) — село, Дибровский сельский совет, Роменский район, Сумская область, Украина.

## Географическое положение
Село Дзеркалька находится на одном из истоков реки Бишкинь.
На реке несколько запруд.
На расстоянии 2 км расположены село Сулимы и посёлок Диброва.
Рядом проходит автомобильная дорога Т-1907.

## Население
Население по переписи 2001 года составляло 347 человек.

## Объекты социальной сферы
- Дом культуры.